# Bahnstrecke Solothurn–Moutier
| Streckennummer (BAV): | 420 (Solothurn West–Moutier) |                                                      |                                                      |
| Fahrplanfeld: | 411                          |                                                      |                                                      |
| Streckenlänge: | 22,09 km                     |                                                      |                                                      |
| Spurweite: | 1435 mm (Normalspur)         |                                                      |                                                      |
| Stromsystem: | 15 kV, 16,7 Hz ~             |                                                      |                                                      |
| Maximale Neigung: | 27.7 ‰                       |                                                      |                                                      |
| Minimaler Radius: | 250 m                        |                                                      |                                                      |
| Streckengeschwindigkeit: | 100 km/h                     |                                                      |                                                      |
| |                              |                                                      |                                                      |
| \| \| \| Bahnstrecke Olten–Solothurn von Olten \| \| \| \| \| Ausbaustrecke von Wanzwil \| \| \| \| \| von Bern, Niederbipp und Langenthal \| \| \| \| 73,8 \| Solothurn \| 432 m ü. M. \| \| \| \| nach Lyss \| \| \| \| \| Aare-Brücke (104 m) \| \| \| \| 74,8 0,0 \| Solothurn West \| 433 m ü. M. \| \| \| \| Bahnstrecke Solothurn–Biel/Bienne von Biel/Bienne \| \| \| \| 1,9 \| Langendorf \| 470 m ü. M. \| \| \| \| Geisslochviadukt (186 m) \| \| \| \| 5,3 \| Lommiswil \| 555 m ü. M. \| \| \| 8,0 \| Im Holz \| 618 m ü. M. \| \| \| 9,6 \| Oberdorf SO \| 655 m ü. M. \| \| \| \| Anschluss Kabinenbahn Oberdorf–Weissenstein \| \| \| \| \| Weissensteintunnel (3700 m) \| \| \| \| 13,6 \| Gänsbrunnen \| 719 m ü. M. \| \| \| 14,6 \| Crémines-Zoo \| 695 m ü. M. \| \| \| \| Corcelles-Viadukt (96 m) \| \| \| \| 16,6 \| Corcelles BE \| 651 m ü. M. \| \| \| 17,8 \| Crémines \| 624 m ü. M. \| \| \| 18,8 \| Grandval \| 601 m ü. M. \| \| \| \| Juralinie von Delémont \| \| \| \| 22,1 \| Moutier (Münster) \| 529 m ü. M. \| \| \| \| nach Sonceboz-Tavannes und Biel/Bienne-Grenchen Nord \| \| |                              |                                                      |                                                      |
| Strecke |                              | Bahnstrecke Olten–Solothurn von Olten                | Bahnstrecke Olten–Solothurn von Olten                |
| Abzweig geradeaus und von links |                              | Ausbaustrecke von Wanzwil                            | Ausbaustrecke von Wanzwil                            |
| Strecke |                              | von Bern, Niederbipp und Langenthal                  | von Bern, Niederbipp und Langenthal                  |
| Bahnhof | 73,8                         | Solothurn                                            | 432 m ü. M.                                          |
| Abzweig geradeaus und ehemals nach links |                              | nach Lyss                                            | nach Lyss                                            |
| Brücke über Wasserlauf |                              | Aare-Brücke (104 m)                                  | Aare-Brücke (104 m)                                  |
| Bahnhof | 74,8 0,0                     | Solothurn West                                       | 433 m ü. M.                                          |
| Abzweig geradeaus und nach links |                              | Bahnstrecke Solothurn–Biel/Bienne von Biel/Bienne    | Bahnstrecke Solothurn–Biel/Bienne von Biel/Bienne    |
| Bahnhof | 1,9                          | Langendorf                                           | 470 m ü. M.                                          |
| Brücke |                              | Geisslochviadukt (186 m)                             | Geisslochviadukt (186 m)                             |
| Bahnhof | 5,3                          | Lommiswil                                            | 555 m ü. M.                                          |
| Haltepunkt / Haltestelle | 8,0                          | Im Holz                                              | 618 m ü. M.                                          |
| Bahnhof | 9,6                          | Oberdorf SO                                          | 655 m ü. M.                                          |
| Strecke |                              | Anschluss Kabinenbahn Oberdorf–Weissenstein          | Anschluss Kabinenbahn Oberdorf–Weissenstein          |
| Tunnel |                              | Weissensteintunnel (3700 m)                          | Weissensteintunnel (3700 m)                          |
| Bahnhof | 13,6                         | Gänsbrunnen                                          | 719 m ü. M.                                          |
| Haltepunkt / Haltestelle | 14,6                         | Crémines-Zoo                                         | 695 m ü. M.                                          |
| Brücke |                              | Corcelles-Viadukt (96 m)                             | Corcelles-Viadukt (96 m)                             |
| Haltepunkt / Haltestelle | 16,6                         | Corcelles BE                                         | 651 m ü. M.                                          |
| Bahnhof | 17,8                         | Crémines                                             | 624 m ü. M.                                          |
| Haltepunkt / Haltestelle | 18,8                         | Grandval                                             | 601 m ü. M.                                          |
| Abzweig geradeaus und von rechts |                              | Juralinie von Delémont                               | Juralinie von Delémont                               |
| Bahnhof | 22,1                         | Moutier (Münster)                                    | 529 m ü. M.                                          |
| Strecke |                              | nach Sonceboz-Tavannes und Biel/Bienne-Grenchen Nord | nach Sonceboz-Tavannes und Biel/Bienne-Grenchen Nord |

Die Bahnstrecke Solothurn–Moutier ist eine normalspurige, etwas mehr als 22 Kilometer lange Eisenbahnstrecke in der Schweiz, die die Solothurner Kantonshauptstadt Solothurn durch den Weissensteintunnel mit Moutier (deutsch Münster) im Berner Jura verbindet. Seit der Betriebsaufnahme im Jahre 1908 übernahm die Emmentalbahn den Betrieb der sich im Besitz der Solothurn-Münster-Bahn (SMB) befindlichen Strecke. 1997 fusionierte diese mit der Emmental-Burgdorf-Thun-Bahn (EBT) und den Vereinigten Huttwil-Bahnen (VHB), mit denen die SMB bereits davor eine Betriebsgemeinschaft bildete, zum Regionalverkehr Mittelland (RM), der daraufhin den Betrieb der Strecke übernahm. Seit der 2006 erfolgten Fusion gehört die Strecke der BLS, während der Personenverkehr seit 2010 von den SBB bedient wird.

## Geschichte
Zur Vorgeschichte siehe Solothurn-Münster-Bahn.

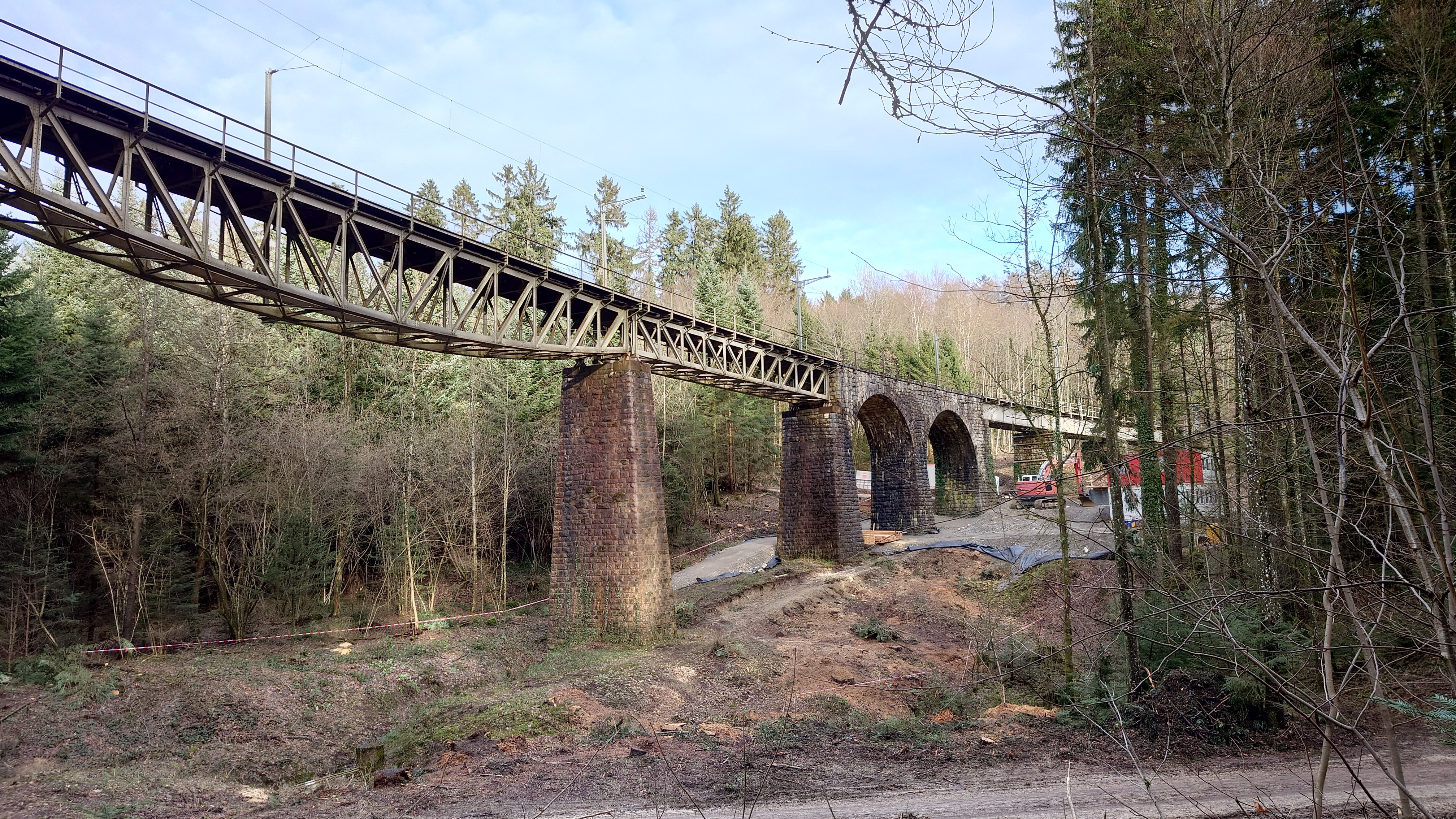
Geisslochviadukt der SMB bei Bellach (Aufnahme Dezember 2023, vor der anstehenden Sanierung)

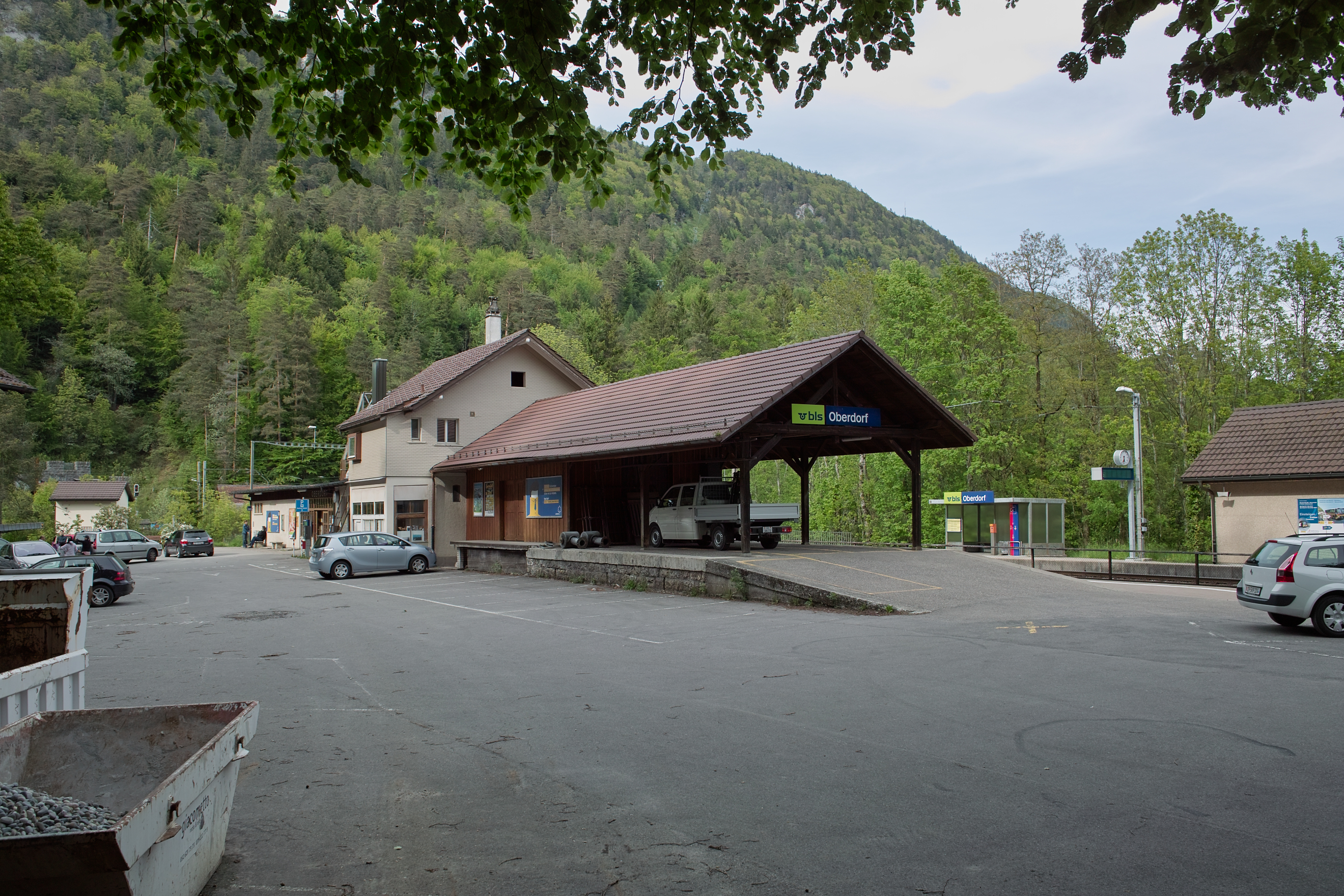
Bahnhof Oberdorf im Jahr 2012

### Bau
Die konstituierende Generalversammlung der SMB fand bereits am 30. April 1899 statt, doch aus den im Gesellschaftsartikel genannten Gründen und weil die Finanzierung der Strecke nicht früher zustande kam, verzögerte sich der Baubeginn bis in das Jahr 1903.  Die Bauarbeiten wurden schliesslich am 28. Dezember 1903 aufgenommen. Der Bau der Linie erwies sich als schwierig, zum einen war das zu bebauende Gelände instabil, sodass es immer wieder zu Rutschungen kam, zum anderen war auf der recht kurzen Strecke der Bau von 84 Kunstbauten erforderlich. Das Baumaterial für diese Bauten kam hauptsächlich von den Steinbrüchen in Lommiswil und Gänsbrunnen. Der grösste Bauplatz auf der Strecke war das künftige Bahnhofsareal in Oberdorf, da von dort aus der Weissensteintunnel gebaut wurde, so gab es, wie bei anderen Tunnelbaustellen in der Schweiz auch, in der Nähe eine temporäre Siedlung für die Tunnelarbeiter. Beim Bau der Strecke kam es beim Geisslochviadukt zu zwei Todesopfern, die genauen Ursachen sind unbekannt.  Bei der Betriebsaufnahme 1908 waren die Bauarbeiten noch nicht abgeschlossen, vor allem das Problem mit den Rutschungen war noch nicht gelöst, was zur Folge hatte, dass die Arbeiten erst 1909, also im ersten vollen Betriebsjahr, abgeschlossen waren.

### Erste Betriebsjahre
Weil der Eigenbetrieb der Strecke aufgrund ihrer geringen Länge nicht rentabel gewesen wäre, übertrug die Solothurn-Münster-Bahn noch vor der Streckeneinweihung den Betrieb an die Emmentalbahn, welche in Solothurn ihren Endpunkt erreichte. Am 3. August 1908 konnte die Strecke eröffnet werden.
Da, wie oben bereits geschrieben, die Bauarbeiten noch nicht vollständig abgeschlossen waren, kam es 1909 wegen Rutschungen zu diversen Ausfällen und Unterbrüchen des Betriebs. Der Verkehr entwickelte sich zunächst gut, was vor allem am Güterverkehr lag, welchen vor allem die Eisenwerke Von Roll und die Schweizer Armee in Anspruch nahmen. Der Beginn des Ersten Weltkriegs hatte auch auf die Nutzung der Strecke einen starken Einfluss, so musste der Personenverkehr stark eingeschränkt und der planmässige Güterverkehr ganz eingestellt werden, weil ein umfangreicherer Betrieb aufgrund der drastisch gestiegenen Kohlepreise nicht mehr möglich war. Obwohl der Fahrplan ab 1921 wieder dieselbe Betriebsdichte wie vor dem Krieg aufweisen konnte, nahmen die Frequenzen ab, vor allem weil der Strassenverkehr allmählich konkurrenzfähig wurde. Eine gewisse Bedeutung als Transitlinie hatte die Strecke aber weiterhin.

### Elektrifikation und Zweiter Weltkrieg
Der elektrische Betrieb unter dem bei den Schweizerischen Bundesbahnen (SBB) üblichen Wechselstromsystem mit einer Spannung von 15 Kilovolt und der Frequenz 16⅔ Hertz wurde auf der SMB am 2. Oktober 1932 aufgenommen, was eine Frequenzsteigerung beim Personenverkehr zur Folge hatte. Der Ausbruch des Zweiten Weltkriegs im Jahre 1939 hatte grosse Auswirkungen auf die Strecke von Solothurn nach Moutier, da die Schweizer Armee die Linie für Personen- und Gütertransporte sehr stark nutzte. Als Nachteil erwies sich hingegen der Ausfall des Transitverkehrs 1940. Vom 20. August 1945 an war der Kriegsbetrieb wieder aufgehoben.

### Nachkriegszeit
Die Wiederinbetriebnahme der Strecke verlief zunächst schleppend, erst mit der 1952 erfolgten Eröffnung der Sesselbahn Oberdorf–Weissenstein, deren Talstation sich auf dem Oberdorfer Bahnhofsareal befindet, konnte die Strecke wieder eine gewisse, diesmal touristische Bedeutung erlangen. Die weitere Bedeutung der Strecke in dieser Zeit beschränkte sich auf die Funktion als Zubringer zu den Regionalzentren Solothurn und Moutier, weswegen sich der Verkehr seit den 1960er Jahren vor allem auf die Pendlerzeiten konzentrierte.

### Abgelehnte Betriebseinstellung
1978 erschien der Schlussbericht der Kommission für die Schweizer Gesamtverkehrskonzeption, in dem diese die Umstellung der Strecke auf Busbetrieb und den Umbau des Weissensteintunnels zu einem Strassentunnel empfahl. Das Bundesamt für Verkehr und der Kanton Solothurn lehnten diese Massnahmen allerdings 1984 ab, vor allem, weil die Strecke noch eine gewisse Bedeutung für den Transitgüterverkehr hatte und grössere Erneuerungen der Infrastruktur nicht vonnöten waren.

### Seit 1997
Die Betriebsgemeinschaft mit der EBT und den VHB – unter gemeinsamer Führung durch die EBT als grösste der drei Gesellschaften – wurde schliesslich per 1. Januar 1997 in der Gesellschaft Regionalverkehr Mittelland (RM) zusammengeführt. Der RM seinerseits fusionierte am 27. Juni 2006 rechtskräftig mit der BLS Lötschbergbahn (BLS) zur BLS AG. Seit dem Fahrplanwechsel vom Dezember 2010 werden die Personenzüge auf der Strecke, die sich im Besitz der BLS befindet, von den SBB geführt. Dies geschah (zusammen mit der Abgabe der Regionalzüge zwischen Murten und Payerne) im Gegenzug zur Übernahme von SBB-Angeboten im Raum Luzern durch die BLS. Seit 2013 befindet sich die Linie auf der Liste des Bundesamtes für Verkehr der Strecken, die einen Kostendeckungsgrad von weniger als 30 Prozent aufweisen. 2017 hat das Bundesamt für Verkehr beschlossen, dass der Weissensteintunnel ab 2020 saniert werden soll, um so den Betrieb für weitere 25 Jahre sicherzustellen. Nach Verzögerungen durch einen Rechtsstreit wird die Strecke zusammen mit dem Tunnel nun seit Frühling 2024 bis Ende 2025 saniert werden.